# ラトルバック
ラトルバック（英: rattleback）とは、特定の方向に回転しやすい性質を持つ半楕円体型のコマ。逆方向に回した場合、回転が不安定化してガタガタという振動（rattle）が起こり、いったん回転を止めた後、初めとは逆に回り始める。
ラトルバックの回転方向がひとりでに反転するのは角運動量保存の法則に反しているように見える。また、ほとんどのラトルバックは特定の方向に回したときのみ反転が起こる。ただし、どちらの方向に回しても反転が起きる特殊なラトルバックも存在する。これらの奇妙なふるまいは先史時代から人々の想像力をかきたててきた。
セルト石、セルトの石の別名を持つ。ケルト（英: Celt, [ˈkɛlt]）と混同されることがあるが、語源となったセルト（英: celt, [ˈsɛlt]）は広く手斧状もしくは斧状、鑿状、鍬状の石製道具を指す考古学用語である。英語名はrattleback、celtのほかwobblestoneなど。商品名としてはSpace Petなどの例がある。

## 歴史
19世紀、ケルトや古代エジプトの遺跡から出土したセルトが反転運動を起こすことが発見された。
1890年代にギルバート・ウォーカーは「セルト」の運動の力学的考察をはじめて発表した。次いで1909年および1918年に刊行された回転運動に関する書籍でセルトが扱われた。さらに1950年代から1970年代にかけていくつかの研究報告が刊行された後、1980年代から関心が飛躍的に高まり、多くの研究がなされるようになった（参考文献節を参照）。

## 材質と形状

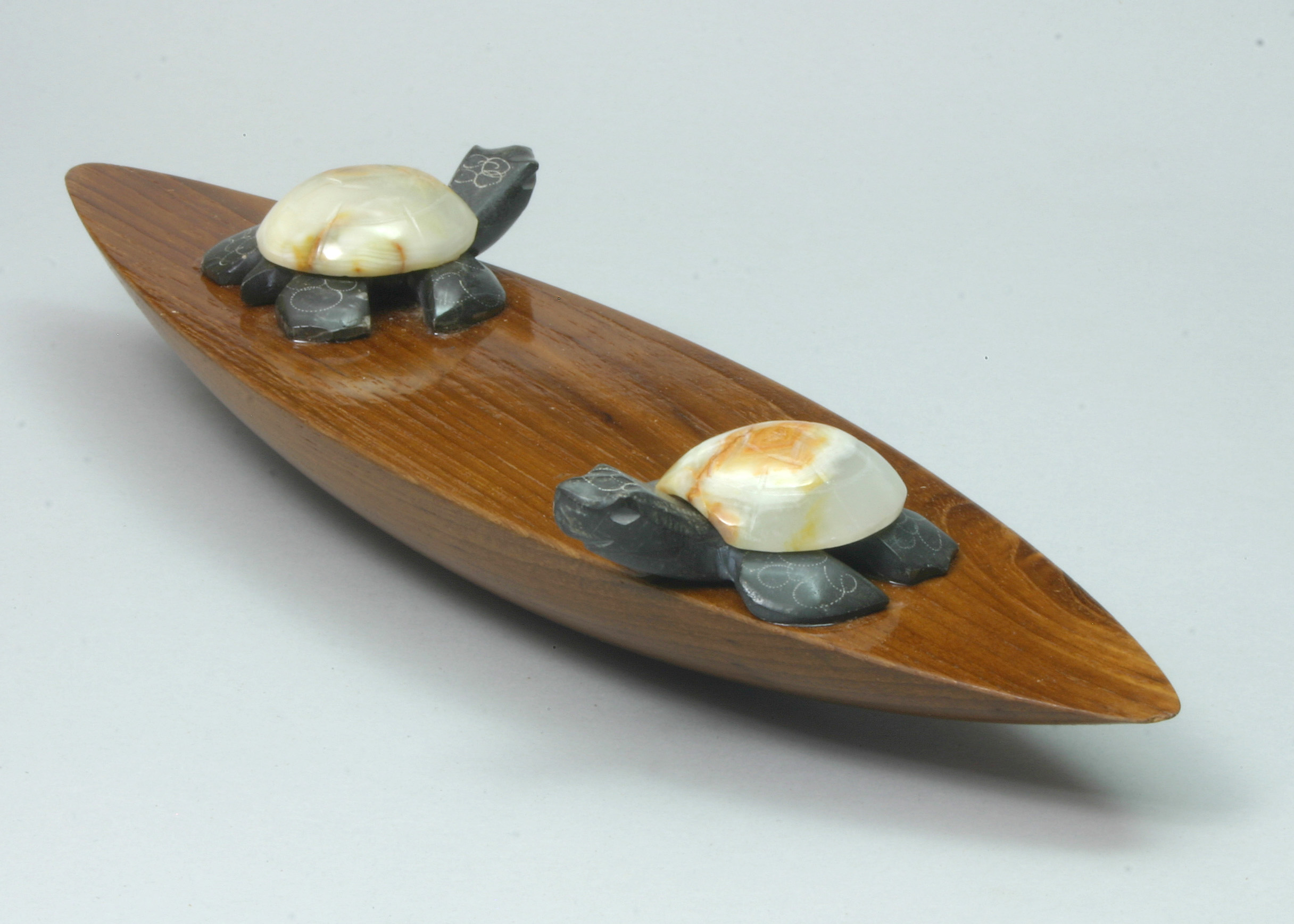
木彫りのラトルバック。おもりとして取り付けられた亀の重心は中心軸からずらされている。亀の頭が向いているのが回転しやすい方向である。

考古学的な遺物としてのラトルバックは石製でサイズも様々だが、現在おもちゃや理科教材として販売されているのは大半がプラスチック製で長さ10 cm、幅2 cm、高さ1 cm程度である。このほか木製、ガラス製のものも存在する。スプーンを曲げてラトルバックを作る実験も一般に知られている。
ラトルバックのデザインには大きく分けて二通りある。一つは底面が非対称な曲面になっており、底面に沿ったロール軸が中心軸に対して傾いているもの。もう一つは対称な底面を持ち、両端に中心軸からずらしておもりを取り付けたものである。

## 物理

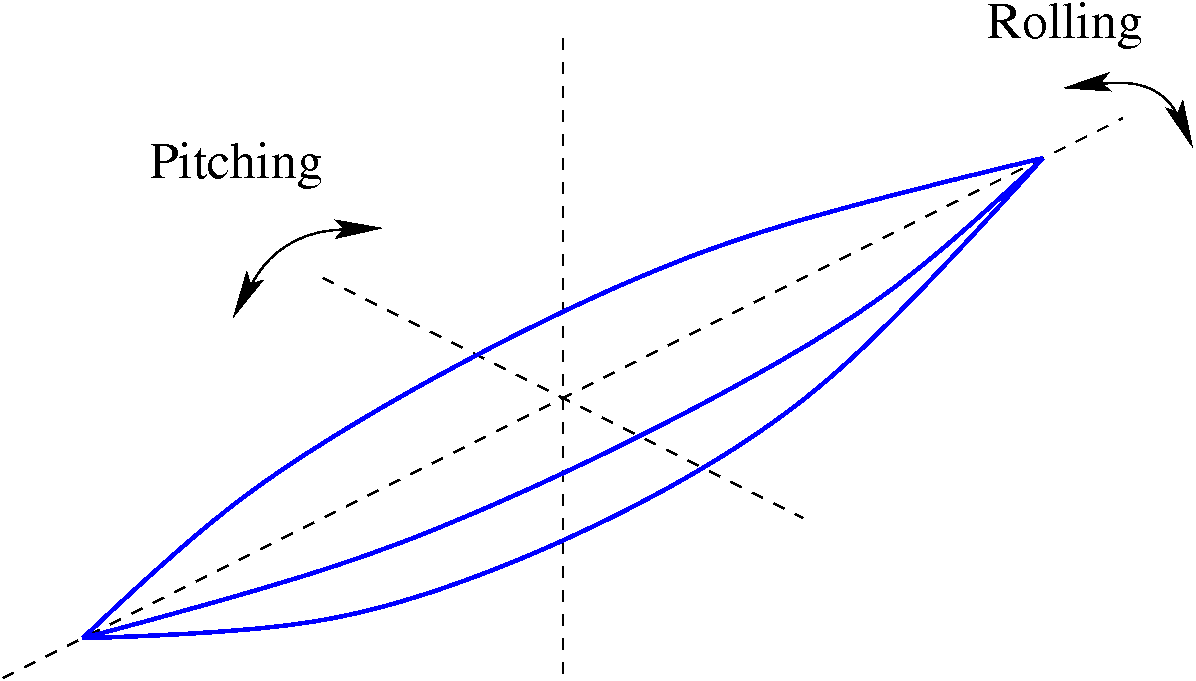
ラトルバックのロール軸およびピッチ軸。

スピン反転が生じる理由は、ロール軸およびピッチ軸を中心とする振動に関する不安定性が増大するためである
ラトルバックの質量分布はピッチ軸を通る鉛直面に対して対称になっていない。この場合、ピッチ振動とロール振動の不安定性の間にカップリングが生じる。つまり、ピッチ振動を行うと質量の偏りによってわずかにロール振動も励起される。
どちらの振動モードが増幅されるかは回転方向によって変わる。ラトルバックのふるまいが回転方向に依存するのはこのためである。大半のラトルバックでは、ピッチ不安定性が優位となる方向（「強反転方向」）に回したときだけスピン反転が観察される。ピッチ不安定性とロール不安定性とでは増大の速さに極端な差があること、および摩擦を考慮に入れればその理由が説明できる。ロール不安定性が優位となる方向（「弱反転方向」）に回した場合、ロール振動の成長が遅いため、先に回転が減衰して止まってしまうのである。一部のラトルバックではどちらの方向に回したときも不安定なふるまいが見られ、スピンの反転が繰り返されることもある。
ラトルバックの一端を軽く叩いたり上下に揺らしたりして運動を始めさせた場合、最初は単純なピッチ振動を行うが、次第に回転が発達し始める。
2008年にZhuravlevとKlimovはラトルバックの運動についての包括的な理論を提案した。これ以前の研究は単純化したモデルに基づいており、定常振動における局所的な不安定性のみを扱っていた。
2015年にKudraとAwrejcewiczは現実的なラトルバックの数学的モデルを提案した。この研究の主眼は接触力のモデル化で、摩擦と転がり抵抗のモデルを数種類比較検討して実験結果とよい一致を得た。
数値シミュレーションによると、調和振動を行う基板にラトルバックを載せた系は多彩な分岐を示し、数種の周期運動や準周期運動、カオス的挙動が観察される。